# Harry Markland Molson
Harry Markland Molson (9 de agosto de 1856, Montreal, Quebec, Canadá - 15 de abril de 1912, océano Atlántico) fue un banquero y empresario canadiense.

## Biografía
Era hijo de William Markland Molson (1833–1913) y su esposa Helen Converse.  
Su abuelo, John Molson, llegado a Montreal en 1782, había establecido su célebre cervecería, la cervecería Molson, sobre los márgenes del río San Lorenzo en 1786. Después fundaría una de las primeras compañías de transporte marítimo canadiense y, en 1817, poseía una flota de cinco barcos de vapor que había producido en su propio astillero. John Molson también destacó en el mundo bancario.
Harry Markland Molson estudió en Montreal, por supuesto, pero igualmente en Alemania y en París  entre 1873 y 1877. No pertenecía a la rama más influyente de la familia Molson y había heredado su fortuna inesperadamente cuando uno de sus tíos, John Henry Robinson Molson, decidió de modo intempestivo legarle toda su fortuna. Heredó al mismo tiempo la función de director del consejo de administración del Banco Molson.
Fue director de la Canadian Transfer Corporation y ocupó un alto cargo en la logia masónica más antigua de Saint-Paul, número 374. Fue concejal de la ciudad de Dorval (a las afueras en aquellos tiempos, pero hoy fusionada con Montreal).  También fue comodoro del Club náutico real de San Lorenzo y gobernador del Hospital General de Montreal.
Vivía en el n.º 2, Edgehill Avenue, en Westmount y tenía otra residencia en Dorval. Frecuentaba el club Mont-Royal, el club Saint-James, el club de golf Royal Montreal, el Montreal Jockey, el club de caza de Montreal y la Saint-George Society. Tenía reputación de playboy y hedonista.
Había sobrevivido a otros accidentes en el mar; en 1900 logró escapar del naufragio del Scotsman nadando en el golfo de San Lorenzo. Cuatro años más tarde, en 1904, nadó hasta la costa cuando el navío en que se encontraba, el Canadá, colisionó con un carbonero cerca de las islas Sorel, en el río San Lorenzo. Según el Montreal Herald, tuvo el tiempo justo de ponerse un pantalón y una camisa y luego saltar por la ventana del camarote que ocupaba. Regresando a las aguas en un bote de salvamento, habría participado en la recogida de varios náufragos más.
Él mismo era propietario del Alcyone, un yate de 23 m y 40 toneladas. Moderno para su época, contaba con luz eléctrica. Había hecho el viaje inaugural de este yate con su primo Alexander Morris y la esposa de este último, Florence Nightingale Morris. Su biógrafo afirma que formaban un trío amoroso.
En febrero de 1912, llamado a atravesar el Atlántico por sus negocios en Inglaterra, se cuidó de cambiar su testamento a favor de Florence Nightingale Morris, a quien legó su casa de Westmount así como 30.000 dólares (aproximadamente, 800.000 dólares actuales). Reservó su billete de regreso en el Tunesian a finales de marzo de 1912. El mayor Arthur Peuchen, que dirigía una de las empresas, lo convenció de prolongar su estancia en Inglaterra, y por ello, cambió su billete por otro en el publicitado Titanic — decisión que sería fatal. Desembolsó 30 libras esterlinas y 10 chelines y ocupó el camarote C-30.
En la noche del 14 al 15 de abril de 1912, testigos afirman haberlo visto en la cubierta superior quitándose los zapatos, planeando nadar hacia la luz de un barco que afirmó haber visto desde la proa de babor, y que según todos los indicios sería el SS Californian detenido en un campo de hielo, sin acudir al socorro de los 2.200 pasajeros del trasatlántico de la White Star Line condenado.
Su cuerpo no fue encontrado, o si lo fue, no pudo ser identificado y muy probablemente se lo devolvió al mar.